# Ayohee
Ayohee (zo, ken 'ie wel weer), is een single van André van Duin. Het was opnieuw een carnavalskraker. Ayohee was daarbij afkomstig uit de André van Duin Show, Van Duin had voor deze single een alter ego bedacht in de persoon van Koos Grandioos.
Op de single stonden twee versies van het lied:
- Ayohee (zo, ken ‘ie wel weer)[2]
- Ayohee (zo, ken ‘ie wel weer), een meezingversie.

Van Duin schreef de liedjes samen met zijn muziekproducent en begeleider Jan Rietman, die tevens zijn JR geluidsstudio faciliteerde.

## Hitnotering
De Belgische BRT Top 30 en de Vlaamse Ultratop 50 werden niet bereikt.

### Nederlandse Top 40
| Positie: | 13 | 13 | 11 | 6 | 4 | 7 | 8 | 11 | 13 | 16 | 27 | uit |

### NederlandseNationale Hitparade Top 100
| Positie: | 27 | 16 | 13 | 6 | 7 | 8 | 10 | 13 | 16 | 29 | 43 | 54 | 92 | uit |